# Guy Madison
Guy Madison (19 de enero de 1922 - 6 de febrero de 1996) fue un actor cinematográfico y televisivo estadounidense. 

## Biografía
Su verdadero nombre era Robert Ozell Mosely, y nació en Bakersfield (California). Madison estudió en el Bakersfield College durante dos años y después trabajó brevemente como empleado telefónico antes de ingresar en la Guardia Costera de los Estados Unidos en 1942.
En 1944, mientras visitaba Hollywood aprovechando que estaba de pase, Madison fue descubierto por Henry Willson, el cazatalentos de David O. Selznick en la recién formada Vanguard Pictures. Willson seleccionó al rebautizado Madison para un pequeño papel en la película de Selznick Since You Went Away. Tras el estreno del film en 1944, el estudio recibió miles de cartas de admiradoras que deseaban conocer más de él.
Madison firmó por RKO Pictures en 1946 y empezó a actuar en comedias románticas y dramas, pero su estilo interpretativo limitó sus posibilidades de mejorar la calidad de las películas en que intervenía. En 1951 la televisión vino al rescate de su vacilante carrera al ser elegido para trabajar en The Adventures of Wild Bill Hickok, serie que se emitió seis años.
Tras su participación en la televisión, actuó en otras varias películas antes de viajar a Europa, donde consiguió mayor éxito trabajando en spaghetti westerns y películas de otros géneros, como el cine bélico.
Madison falleció a causa de un enfisema a los 74 años de edad en Palm Springs (California), y fue enterrado en el cementerio Forest Lawn de Cathedral City, California.
Guy Madison tiene una estrella en el Paseo de la Fama de Hollywood por su trabajo televisivo, en el 6331 de Hollywood Boulevard.

### Vida personal
Madison estuvo casado con la actriz Gail Russell (1949-1954) y con Sheila Connolly (1954-1964). Ambos matrimonios acabaron en divorcio. Tuvo tres hijas y un hijo.

## Filmografía parcial

### Cine
- La mujer del látigo (1958)
- El verdugo de Venecia, de Luigi Capuano (1963)
- Old Shatterhand, de Hugo Fregonese (1964)
- Sandokán y el leopardo de Sarawak (1964)
- Desafío en Río Bravo, de Tulio Demicheli (1965)
- 7 winchester para una matanza, de Enzo G. Castellari (1967)
- Reverendo Colt, de León Klimovsky (1971)
- Won Ton Ton, el perro que salvó a Hollywood (1976)

### Televisión
- The Adventures of Wild Bill Hickok (1951-1958)